# Mandopop
Mandopop (спрощ.: 华语流行音乐; кит. трад.: 華語流行音樂; піньїнь: Huáyǔ liúxíng yīnyuè; ютпхін: Waa4jyu5 lau4hang4 jam1ngok6) — узагальнювальне скорочення від «Mandarin popular music» («мандаринська популярна музика»). Англійський термін «mandopop» був придуманий приблизно в 1980 році, незабаром після того, як термін «cantopop» став популярним для популярних пісень на кантонському діалекті. «mandopop» використовувався для опису популярних пісень того часу на мандаринській мові (путунхуа), деякі з яких були каверами пісень cantopop, які співали ті ж співаки з відмінними текстами, щоб задовольнити різні рими і тональні структури мандарина.. Тепер використовується як загальний термін для опису популярних пісень виконуваних мандарином (путунхуа).
Mandopop відносять до піджанру комерційної китайськомовної музики C-поп. Mandopop першим з посеред іншої популярної китайської музики зміг закріпитися в музичній індустрії. Виникнувши в Шанхаї, пізніше жанр поширився на Гонконг, Тайбей і Пекін, які також стали осередками музичної індустрії mandopop. Mandopop є найбільш популярним у Китаї, на Тайвані, Малайзії та Сінгапурі.

## Відомі виконавці

### Співаки
| - A-do - Aaron Kwok - Aaron Yan - Ah Niu - Alan Ke - Alec Su - Alex To - Alien Huang - Allen Su Xing - Amguulan - Andy Lau | - Anson Hu - Anthony Neely - Aska Yang - Bii - Chen Chusheng - Chang Chen-yue - Chang Yu-Sheng - Chen Kun - Chyi Chin - Danson Tang | - Dantès Dailiang - David Tao - Derrick Hoh - Dicky Cheung - Evan Yo - Fei Yu-ching - Gary Chaw - Han Geng - Harlem Yu - Hsie He-hsian - Hua Chenyu - Huang Xiaoming | - Hu Xia - Jacky Cheung - Джекі Чан - Jason Zhang Jie - Jam Hsiao - Jay Chou - Jaycee Chan - Jeff Chang - Jerry Yan - Jimmy Lin - JJ Lin - Joe Cheng - Jonathan Lee | - Khalil Fong - Ken Chu - Leslie Cheung - Leehom Wang - Liu Huan - Michael Wong (Guang Liang) - Ming Dow - Nicholas Teo - Nicky Wu - Peter Ho - Phil Chang - Richie Ren | - Roger Yang - Show Luo - Sky Wu - Stanley Huang - Sun Nan - Tank - Takeshi Kaneshiro - Vision Wei Chen - Vanness Wu - Vic Chou - Wakin Chau - Wilber Pan | - Wong JingLun - Wu Bai - Yang Kun - Yoga Lin - Yen-J - Yu Haoming - Z-Chen |

### Співачки
| - A-mei - Ann - Alan Dawa Dolma - A-Lin - Amber Kuo - Angela An Youqi - Angela Chang - Anita Mui - Angelica He Jie - Angelica Lee - Ariel Lin - Baby Zhang - Bai Guang | - Bai Hong - Barbie Hsu - Bibi Zhou Bichang - Chen Lin - Cheer Chen - Chris Lee (Li Yuchun) - Christine Fan - Cindy Yen - Claire Kuo - Coco Lee - Cyndi Wang - Dee Hsu | - Della Ding Dang - Deserts Chang - Elva Hsiao - Evonne Hsu - Faith Yang - Fan Bingbing - Faye Wong - Fish Leong - G.E.M - Genie Chuo - Gong Qiuxia - Han Hong | - Jane Zhang - Jeno Liu Liyang - Ji Minjia - Jing Chang - Joanna Wang - Jocie Kok - Joey Yung - Jolin Tsai - Kaira Gong - Kym Jin Sha - Landy Wen - Laure Shang Wenjie | - Lala Hsu - Liu Yifei - Na Ying - Michelle Li Xiaoyun - Michelle Saram - Pan Yue Yun - Peggy Hsu - Penny Tai - Queen Wei - Rainie Yang - Ruby Lin - Sa Dingding - Sally Yeh - Sammi Cheng - Sandy Lam - Shila Amzah | - Sara Liu Xijun - Sitar Tan Weiwei - Shunza - Stefanie Sun - Sandy Lam - Sara Chang - Su Miaoling - Tanya Chua - Teresa Teng - Valen Hsu - Vicky Zhao Wei - Victoria Song - Vivian Hsu - Wei Wei - Winnie Hsin | - Xian Zi - Yao Lee - Yoshiko Ōtaka - Yico Zeng Yike - Yisa Yu Kewei - Yuki Hsu - Zhang Liyin - Zhou Xuan - Zhou Xun |

### Гурти
| - 183 Club - 2moro - 4 in Love - 5566 | - A-One - BoBo - Boy'z - BY2 - Boy Story | - Dream Girls - Da Mouth - Energy - EXO-M - F4 - Fahrenheit - F.I.R. - Hey Girl | - JPM - K One - Lollipop F - M-Girls - Mayday - M.I.C. - MP魔幻力量 | - Nan Quan Mama - Phoenix Legend - Popu Lady - Power Station | - S.H.E - SNH48 - Sodagreen - Super Junior-M - Sweety | - Tension - TFBOYS - The Flowers - Twins (гурт) - Top Combine | - Xiao Hu Dui - Y2J - Yu Quan |